# 제48회 미국 감독 조합상
제48회 미국 감독 조합상은 1995년 뛰어난 활동을 보인 영화 감독을 기리기 위해 1996년 3월에 열린 시상식이다. 뉴욕, Crown Plaza Hotel에서 개최되었다.

## 수상 및 후보

### 감독상(영화부문)
- 아폴로 13 - 론 하워드 수상

### 감독상(다큐멘터리부문)
- 크럼 - 테리 즈위고프 수상

### 공로상
- 우디 앨런 수상

### 명예상
- Chuck Jones 수상

### 로버트 B. 알드리치 상
- 다니엘 페트리 수상

### 프랭크린 J. 샤프너 상
- Don Barnhart 수상